# Culm Valley Light Railway

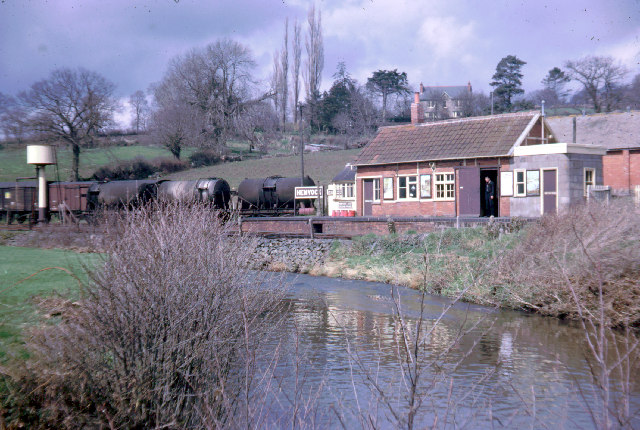
Bahnhof Hemyock

Die Culm Valley Light Railway war eine britische Eisenbahngesellschaft in Devon in England.
Die Gesellschaft wurde am 15. Mai 1873 gegründet um eine Bahnstrecke von Willand nach Hemyock zu errichten. Die Konzession basierte auf einer Regelung des Eisenbahngesetzes von 1868, welche eine vereinfachte Bauweise erlaubte. Die Gesellschaft erhielt starke örtliche Unterstützung. Der Bau der Strecke kostete 50.000 Pfund statt der geplanten 20.000 Pfund und dauerte zwei Jahre länger als geplant. Am 29. Mai 1876 erfolgt die Betriebsaufnahme. 
Zu diesem Zeitpunkt hatten die enttäuschten Eigentümer schon beschlossen, die Gesellschaft zu verkaufen. Im April erwarb die Great Western Railway die Gesellschaft für 33.000 Pfund. 
Im Rahmen der Beeching-Axt wurde der Personenverkehr am 9. September 1963 und der Güterverkehr am 6. September 1965 eingestellt. Bis zum Jahr 1975 wurde noch eine Molkerei bedient.